# Pseudione galacanthae
Pseudione galacanthae is een pissebed uit de familie Bopyridae. De wetenschappelijke naam van de soort is voor het eerst geldig gepubliceerd in 1897 door Hans Jacob Hansen.